# White X'mas
Singles de KAT-TUN
LIPS
(2008) One Drop
(2009)
White X'mas est le 8esingle du groupe KAT-TUN sorti sous le label J-One Records le 3 décembre 2008 au Japon. Il atteint la 1re place du classement de l'Oricon. Il se vend à 250 106 exemplaires la première semaine et reste classé 10 semaines, pour un total de 291 184 exemplaires vendus. Il sort en format CD et CD+DVD.
White X'mas est présente sur l'album Break the Records - by you & for you -.

## Liste des titres
| 1. | White X'mas                    | Eco | Nao | 4:52 |
| 2. | White X'mas (Original Karaoke) | Eco | Nao | 4:49 |

| 1. | White X'mas | Eco | Nao | 4:52 |

| 1. | White X'mas |  |
| 2. | Making of   |  |